# Чанковский сельсовет
Чанковский сельсовет  — административно-территориальная единица и муниципальное образование со статусом сельского поселения в Ботлихском районе Дагестана Российской Федерации.
Административный центр — село Чанко.

## Население
| 2002 | 2010 | 2012 | 2013 | 2014 | 2015 | 2016 |
| ---- | ---- | ---- | ---- | ---- | ---- | ---- |
| 728  | ↘675 | ↘655 | ↗662 | ↗667 | ↗673 | ↗674 |
| 2017 | 2018 | 2019 | 2020 | 2021 | 2023 | 2024 |
| ↗684 | ↗699 | ↗720 | ↗740 | ↗868 | ↗888 | ↗914 |

## Состав
| № | Населённый пункт | Тип населённого пункта       | Население |
| - | ---------------- | ---------------------------- | --------- |
| 1 | Анхо             | село                         | ↗36       |
| 2 | Мехетури         | село                         | ↗46       |
| 3 | Хандо            | село                         | ↘20       |
| 4 | Чанко            | село, административный центр | ↗671      |
| 5 | Шивор            | село                         | ↗95       |